# سید عمادالدین میرمطهری
سید عمادالدین میرمطهری، (۱۲۷۸ دماوند – ۱۳۷۸ تهران) سناتور و از مقامات بلندپایه قضائی دوران پهلوی بود.

## تولد و تحصیلات
تحصیلاتش را در مکتبخانه و مدارس قدیمه آغاز کرد و در مدارس دارالفنون  و آلیانس ادامه داد. و در سال ۱۲۹۹ به مدرسهٔ عالی حقوق تهران راه یافت و بعد از یک دوره سه ساله لیسانس حقوق را با رتبه یک به پایان رساند.

## فعالیت‌های قضائی و سیاسی
میرمطهری در سال ۱۳۰۵  وارد عدلیه شد و مراتب قضائی را از عضویت علی‌البدل در دادگاه شهرستان تا ریاست محکمه بدایت، استیناف، عضویت هیئت تجدیدنظر املاک واگذار شده، ریاست دادگاه اعاده دادرسی املاک اختصاصی و دادیاری و مستشاری و ریاست شعبه در دیوان عالی کشور طی کرد.
میرمطهری در سال ۱۳۳۰  معاون وزارت دادگستری و در اواخر دولت سپهبد زاهدی سرپرست این وزارت‌خانه شد. از سال ۱۳۴۶ تا ۱۳۵۲ رئیس دیوان عالی کشور شد و پس از بازنشستگی در سال ۱۳۵۲ بر کرسی سناتوری انتصابی تهران نشست. بعد از انقلاب در پی دستور شورای انقلاب در خصوص مصادره و قانون ملی کردن بانک‌ها اموالش مصادره شد. 